# Heidelberger Kopf

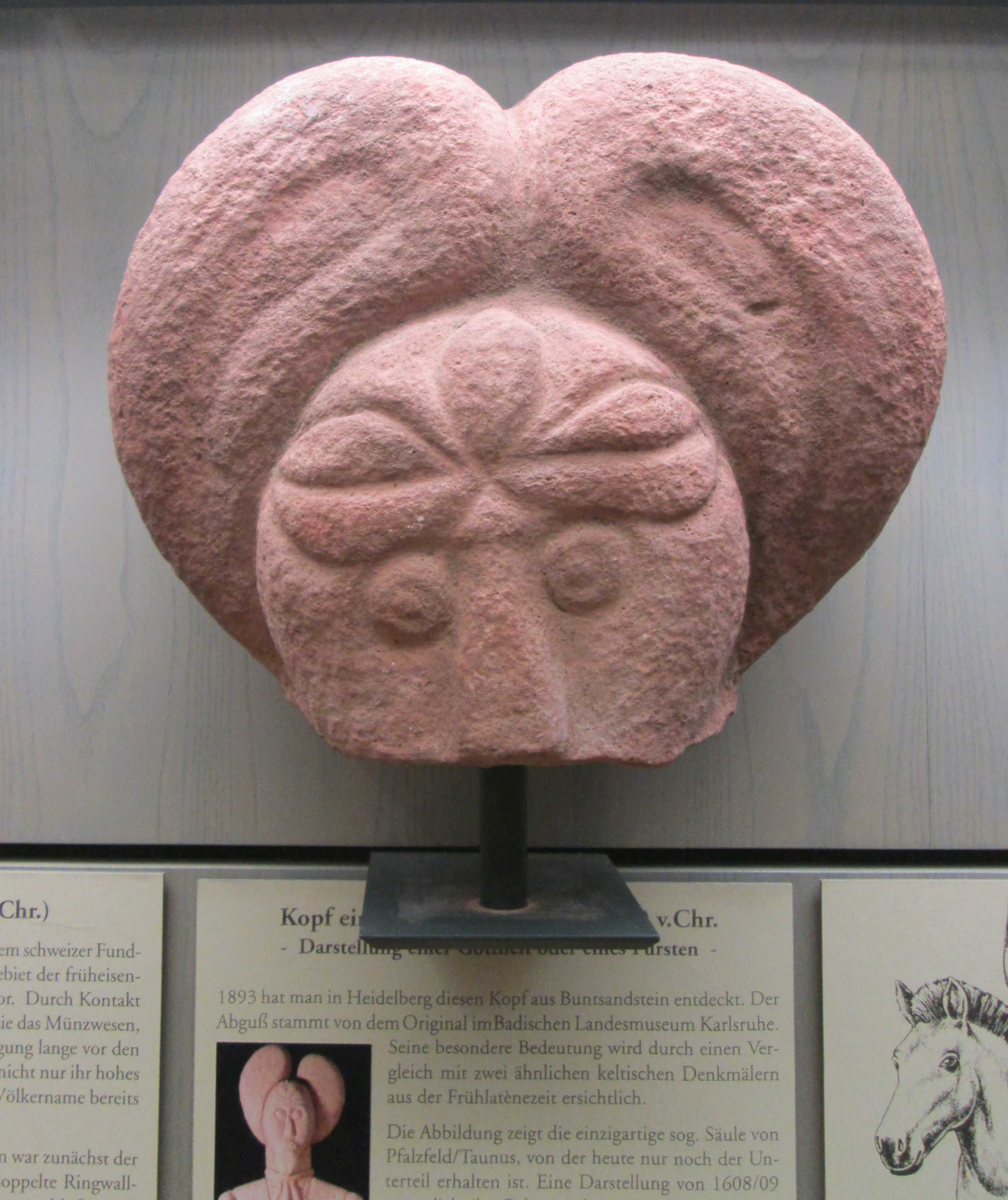
Heidelberger Kopf als Abguss im Lobdengau-Museum in Ladenburg

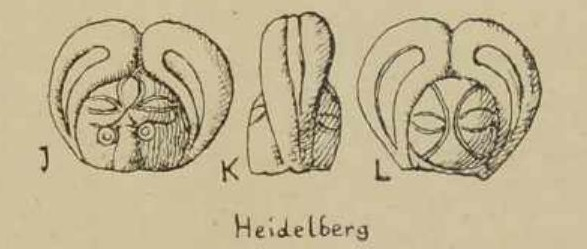
Zeichnung aller Seiten des Heidelberger Kopf

Der so genannte „Heidelberger Kopf“ ist ein Fragment einer vormals vollständigen keltischen Stele, das 1893 im Heidelberger Stadtteil Bergheim gefunden wurde.
Es ist nur die obere Gesichtspartie erhalten. Das Fragment ist aus Buntsandstein und 29 cm hoch, 36 cm breit und 13,5 cm tief. Es wiegt 20 kg. Das Gesicht wird von einer Blattkrone umrahmt und trägt eine vorne mit Blattornamenten verzierte Kappe, hinten hat die Kappe typische Zirkelschlagornamente. Die Augen sind rund und die Nase ist gerade. Es stammt aus der Latènezeit (450–380 v. Chr.).
Das Heidelberger Fragment weist eine enge stilistische Verwandtschaft zu einer nahezu vollständig erhaltenen Steinstele auf, die am Rand eines Grabhügels bei Glauberg in Hessen entdeckt wurde. Diese Stele stellt einen Krieger dar, der mit Panzer, Schild, Schwert sowie Arm- und Halsschmuck ausgestattet ist. Ursprünglich schmückte die Glauberger Stele einen Hügel, der eine frühlatènezeitliche Prunkbestattung enthielt.
Vermutlich war das Heidelberger Fragment ebenfalls Teil einer entsprechenden Stele, die auf einem Grabhügel stand und bereits in der Antike zerstört wurde. Sie wurde bei der Freilegung römischer Brandgräber entdeckt.
Das Original des Heidelberger Kopfes befindet sich im Badischen Landesmuseum in Karlsruhe. Ein Abguss ist im Lobdengau-Museum in Ladenburg ausgestellt. 